# Monte San Savino
Monte San Savino ist eine Stadt mit 8527 Einwohnern (Stand 31. Dezember 2023) in der Provinz Arezzo in der Region Toskana in Italien.

## Geografie

Lage von Monte San Savino in der Provinz Arezzo

Monte San Savino liegt etwa 20 km südlich der Provinzhauptstadt Arezzo und 75 km südöstlich der Regionalhauptstadt Florenz im Chiana-Tal und an dem gleichnamigen Fluss (3 km im Ortsgebiet). Weitere wichtige Gewässer im Gemeindegebiet sind die Torrenti Esse (11 von 29 km im Gemeindegebiet), Foenna (5 von 37 km im Gemeindegebiet), Leprone (5 von 17 km im Gemeindegebiet) und Vescina (3 von 13 km im Gemeindegebiet). Der Ort liegt in der klimatischen Einordnung italienischer Gemeinden in der Zone E, 2 140 GR/G.
Zu den Ortsteilen zählen Alberoro (248 Meter Höhe über dem Meeresspiegel, ca. 515 Einwohner), Borghetto (253 m, ca. 300 Einwohner), Casina di Verniana (313 m, ca. 40 Einwohner), Gargonza (543 m, ca. 10 Einwohner), Le Vertighe (290 m, ca. 100 Einwohner), Montagnano (252 m, ca. 830 Einwohner), Palazzuolo Alto (601 m, ca. 35 Einwohner), Poggio Fabbrelli (280 m, ca. 100 Einwohner) und Verniana (344 m, ca. 100 Einwohner).
Die Nachbargemeinden sind Arezzo, Bucine, Civitella in Val di Chiana, Lucignano, Marciano della Chiana und Rapolano Terme (SI).

## Geschichte

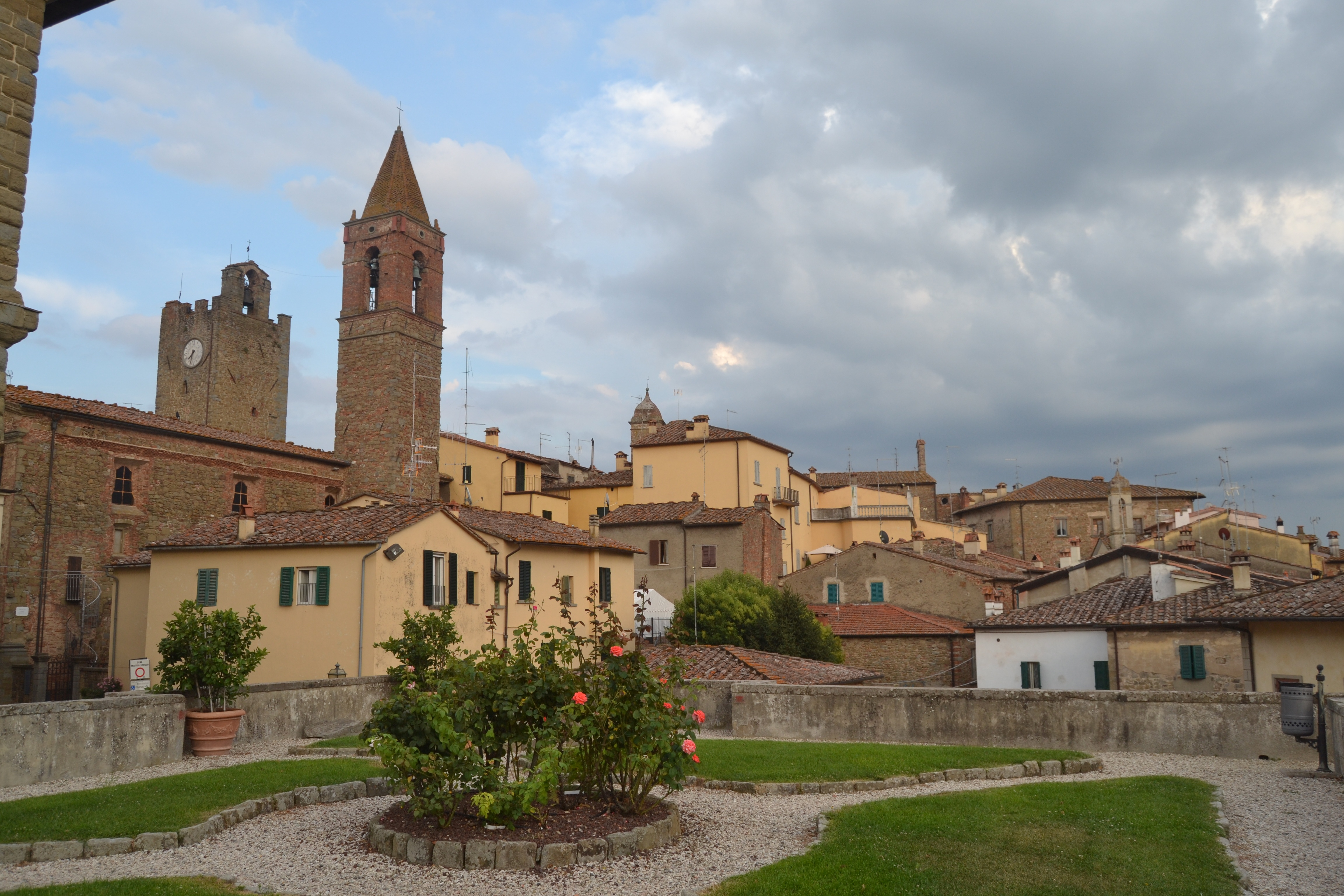
Monte San Savino mit Uhrturm und dem Campanile der Chiesa della Misericordia

### Stadtgeschichte
Wie die meisten Orte der Gegend ist auch Monte San Savino in der Zeit der Etrusker besiedelt worden und wurde danach von den Römern besetzt. Am Ende des 12. Jahrhunderts geriet der Ort in den Konflikt der Ghibellinen und Guelfen. Als Monte San Savino wurde der Ort 1177 dokumentiert. Unter der Herrschaft der ghibellinischen Familie Ubertini aus Arezzo stehend ging der Ort 1306 in den Besitz des guelfischen Florenz über, bis der Bischof von Arezzo, Guido Tarlati (Ghibelline), den Ort am 11. Mai 1325 angreifen und zerstören ließ. Schon im Jahre 1337 war die Gemeinde wieder bewohnt und der Stadt Perugia unterstellt, die danach die Macht an die Republik Siena abgab. 1384 ging der Ort wieder an Florenz, die die Podestà errichtete und die Gerichtsbarkeit einführte.
Seine Blütezeit erlebte der Ort im 15. und 16. Jahrhundert unter der florentinischen Familie Ciocchi-Di Monte, der auch Papst Julius III. (Giovanni Maria Ciocchi del Monte) entstammte. Nach der Papstwahl 1550 unterstellte Cosimo I. de’ Medici den Ort als Grafschaft dem Bruder des Papstes, Balduino di Monte. Nach dem Tod seines Sohnes und letzten Nachkommen der Familie Di Monte, Fabiano di Monte, fiel der Ort 1569 an die Medici zurück. Ein Jahr später wurde der Ort Vikariatssitz des Chianatals. Von 1604 bis 1643 regierte die Markgrafenfamilie Orsini den Ort, welche die Gemeinde dann an Mattias de’ Medici verlor, der den Ort bis 1667 als persönlichen Besitz regierte. Der Großherzogin Vittoria della Rovere unterstand der Ort dann bis zu ihrem Tod 1694, worauf für die Gemeinde eine relative Unabhängigkeit entstand. Endgültig eingenommen vom Großherzogtum Toskana wurde San Savino 1748, bis auf die Ausnahme der Besetzung Napoleons, der den Ort am Anfang des 19. Jahrhunderts für kurze Zeit in die Region Arnotal einsortierte.
Seit dem 22. Juli 1991 darf sich Monte San Savino aufgrund eines Dekrets des Staatspräsidenten Francesco Cossiga Stadt nennen. Der Titel wurde wegen der historischen Bedeutung und den historischen Monumenten vergeben.

### Jüdische Geschichte

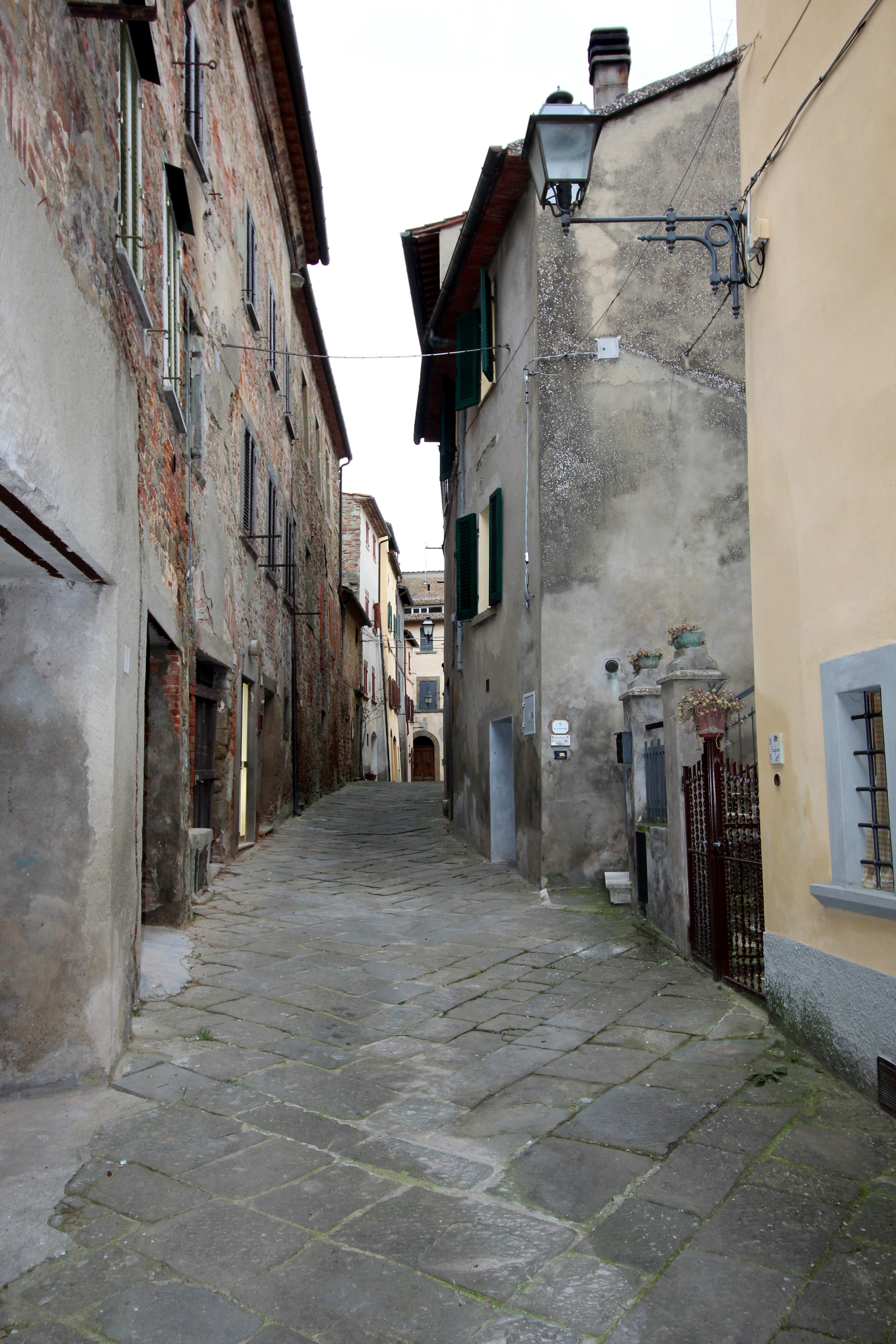
Das jüdische Ghetto in der Via Salomone Fiorentino, in der Mitte links die Synagoge

Die Gemeinschaft der Juden war vor allem in zwei Perioden im Ort aktiv: Von 1421 bis 1571 und von 1627 bis 1799 unterhielten sie Leihbänke und gründeten eine jüdische Gemeinde. Das älteste Dokument der Gemeinde stammt aus dem Jahr 1427, in dem über die Eröffnung einer Bank geschrieben wird. Nach einem Erlass des Herzogtums Florenz aus dem Jahr 1571 wurden alle Juden der Region gezwungen, sich in die für Juden eingerichteten Ghettos von Florenz und Siena umzusiedeln. Nur in der Herrschaftszeit der Orsini (1627) und der Passigli konnten sie nach San Savino zurückkehren und Synagogen sowie Gemeinden errichten. 1799 wurde die Gemeinschaft durch die Viva Maria-Bewegung endgültig der Stadt verwiesen.

## Sehenswürdigkeiten
Der historische Stadtkern des Hauptortes besitzt noch heute fast vollständig seine Stadtmauern. Der Ort wird in Nord-Süd-Richtung vom Corso Sangallo durchquert, an deren nördlichem Ende sich die Porta Fiorentina (von Nanni di Baccio Bigio errichtet, auch Porta Ialta genannt) als Haupteingangstor befindet und an der sich das Wappen der Medici befindet. Das südliche Tor heißt Porta Romana und wurde um 1337 mit Turm errichtet, der 1550 einfiel und nicht wiederaufgebaut wurde Das Tor selbst besteht bis heute. Das östliche Nebentor ist die Porta San Giovanni, das westliche ist das Porticciolo Guglielmi, auch Porta Senese genannt. Das jüdische Viertel bzw. Ghetto befand sich östlich der Hauptstraße Via Sangallo. Das Zentrum des Viertels liegt beiderseits der Via Salomone Fiorentino (benannt nach dem in Monte San Savino geborenen Dichter Salomone Fiorentino), wo sich auch die Synagoge befindet.

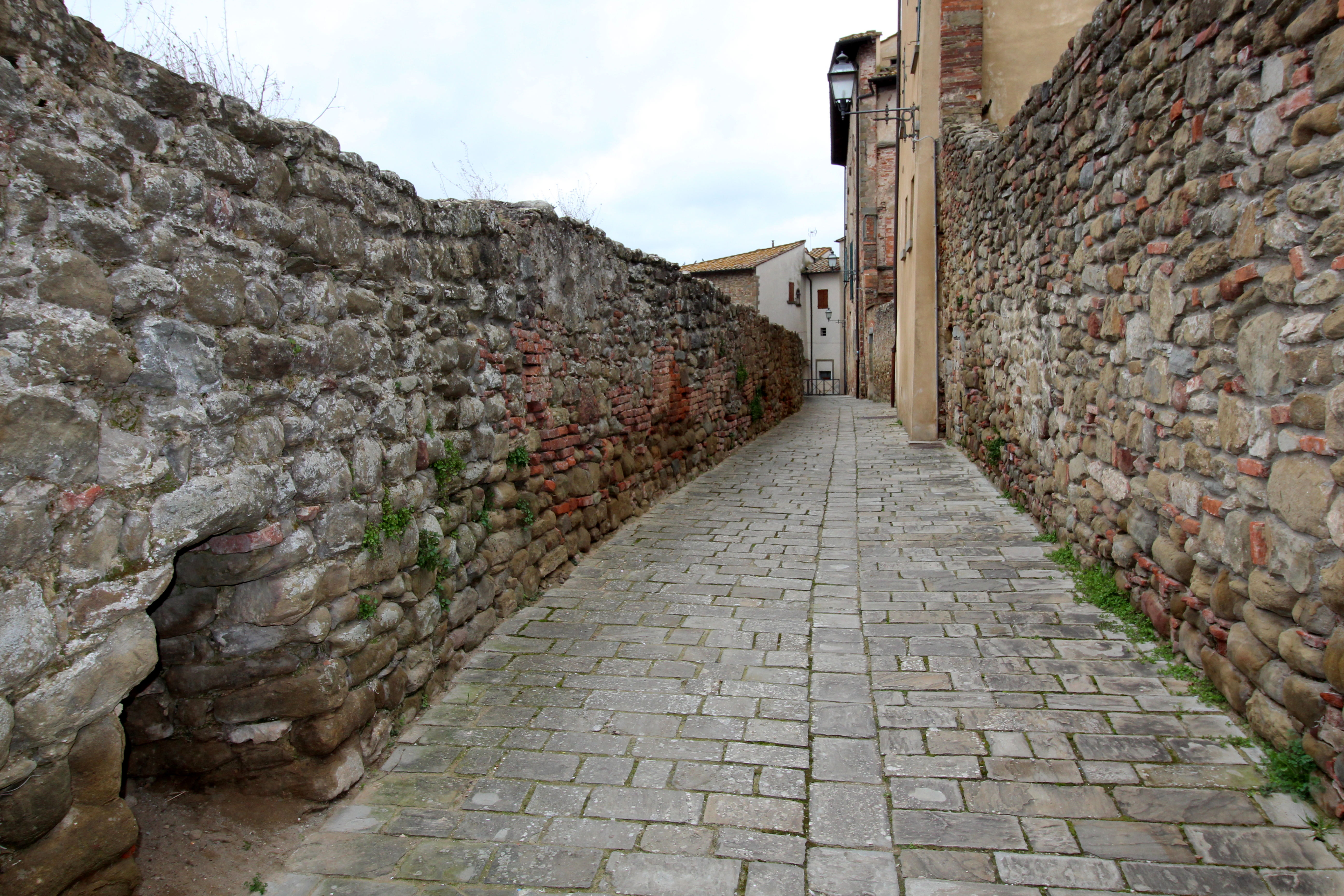
Teil der Stadtmauer
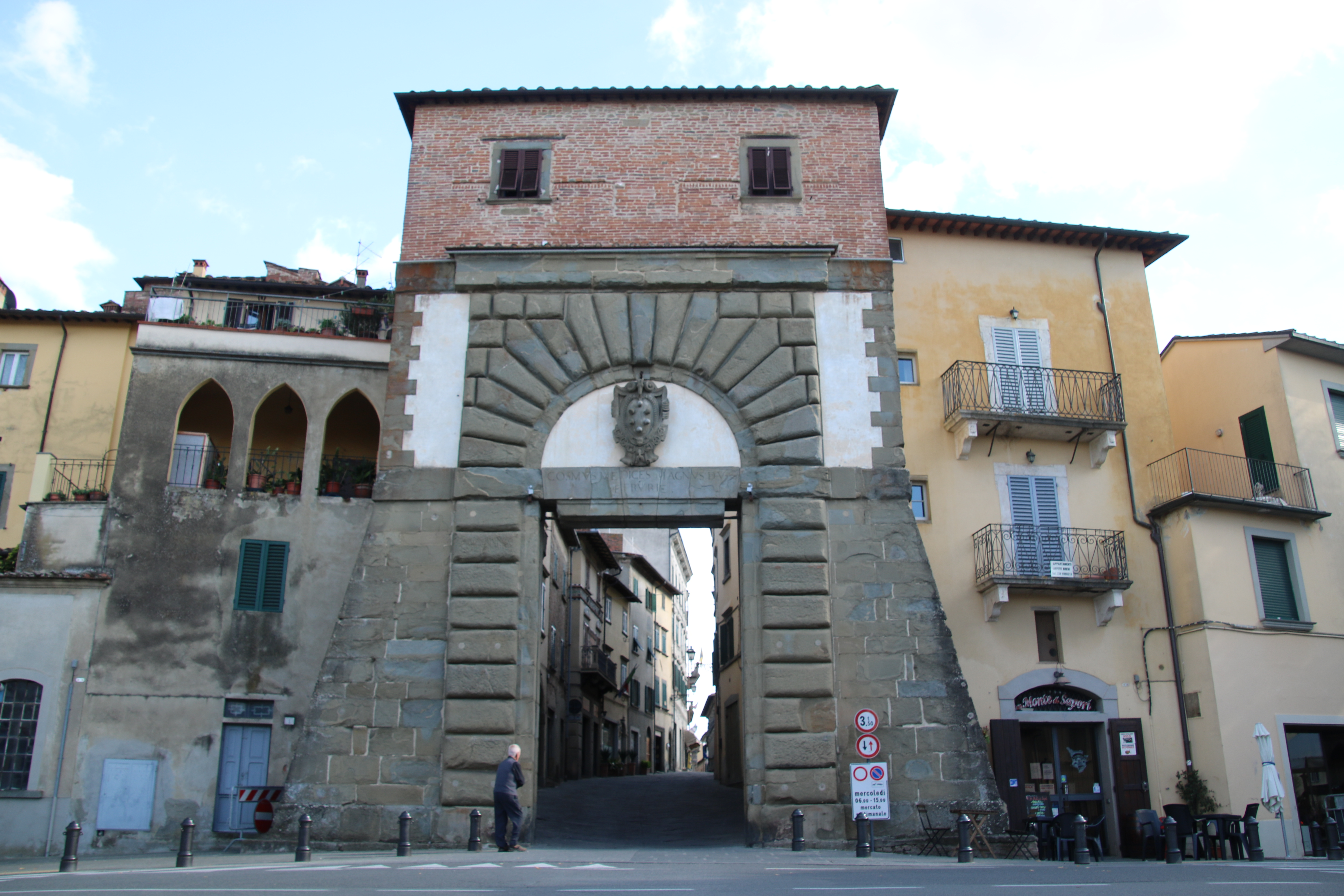
Porta Fiorentina
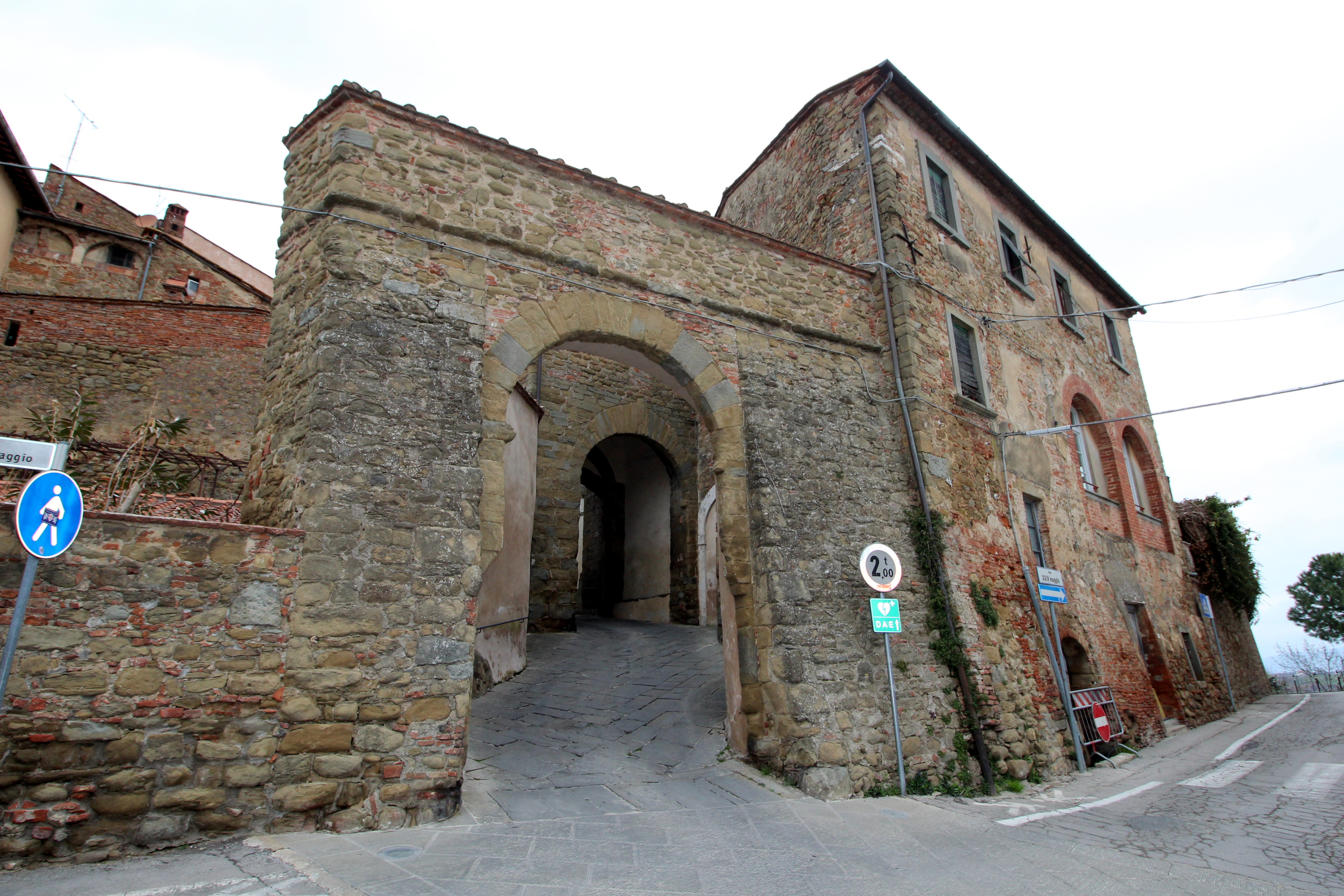
Porta Romana
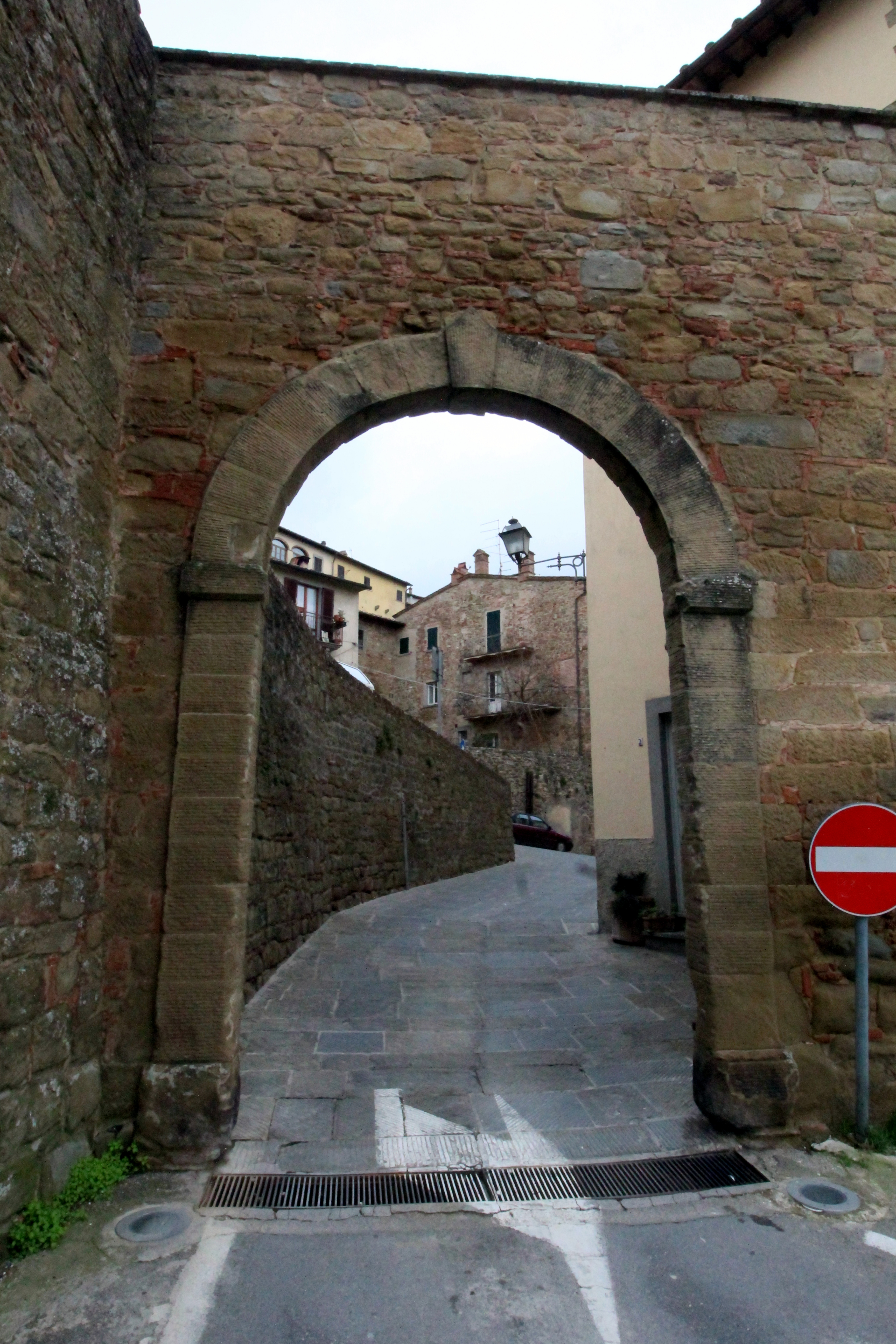
Porta San Giovanni
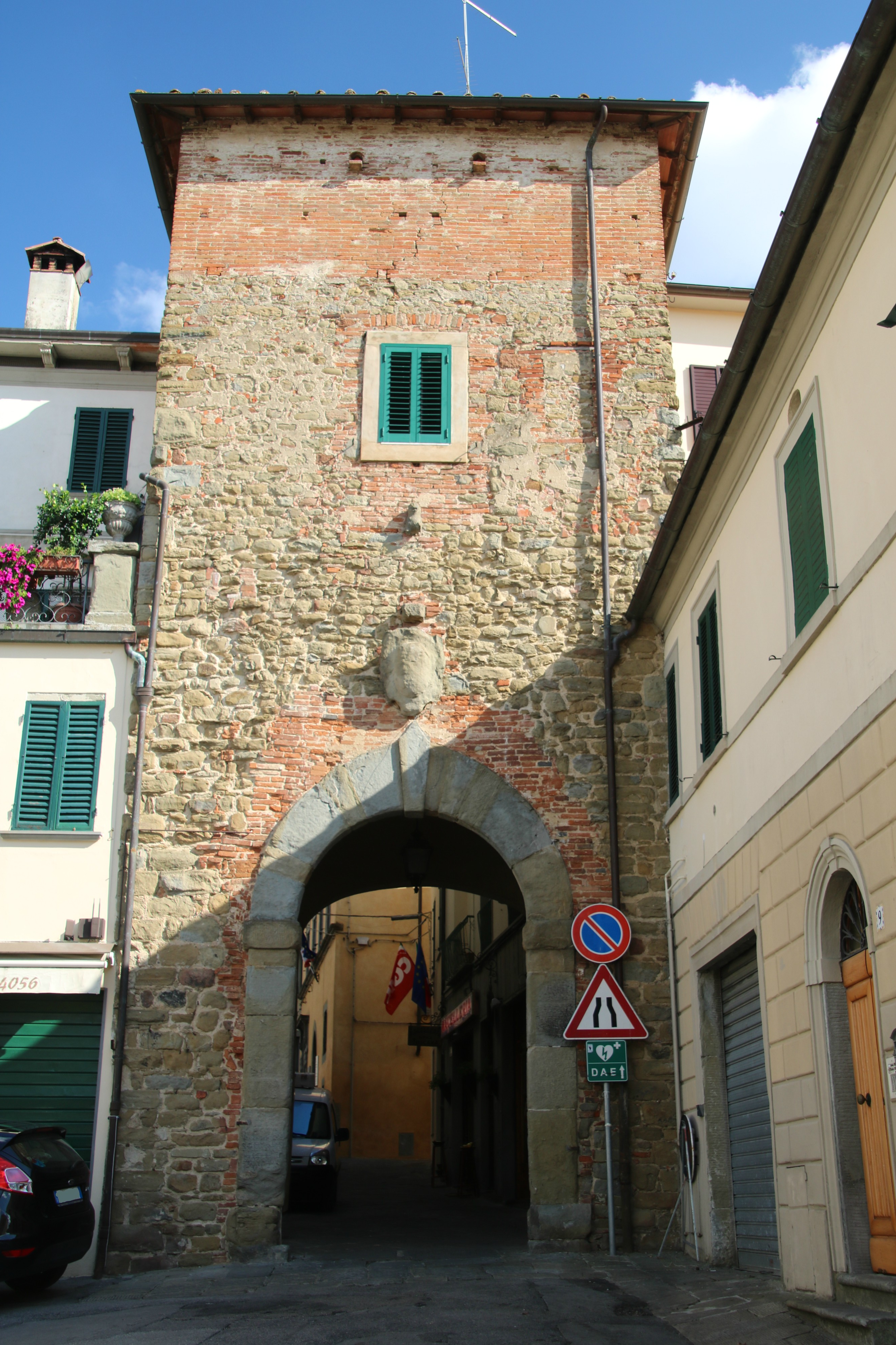
Porticciolo Guglielmi
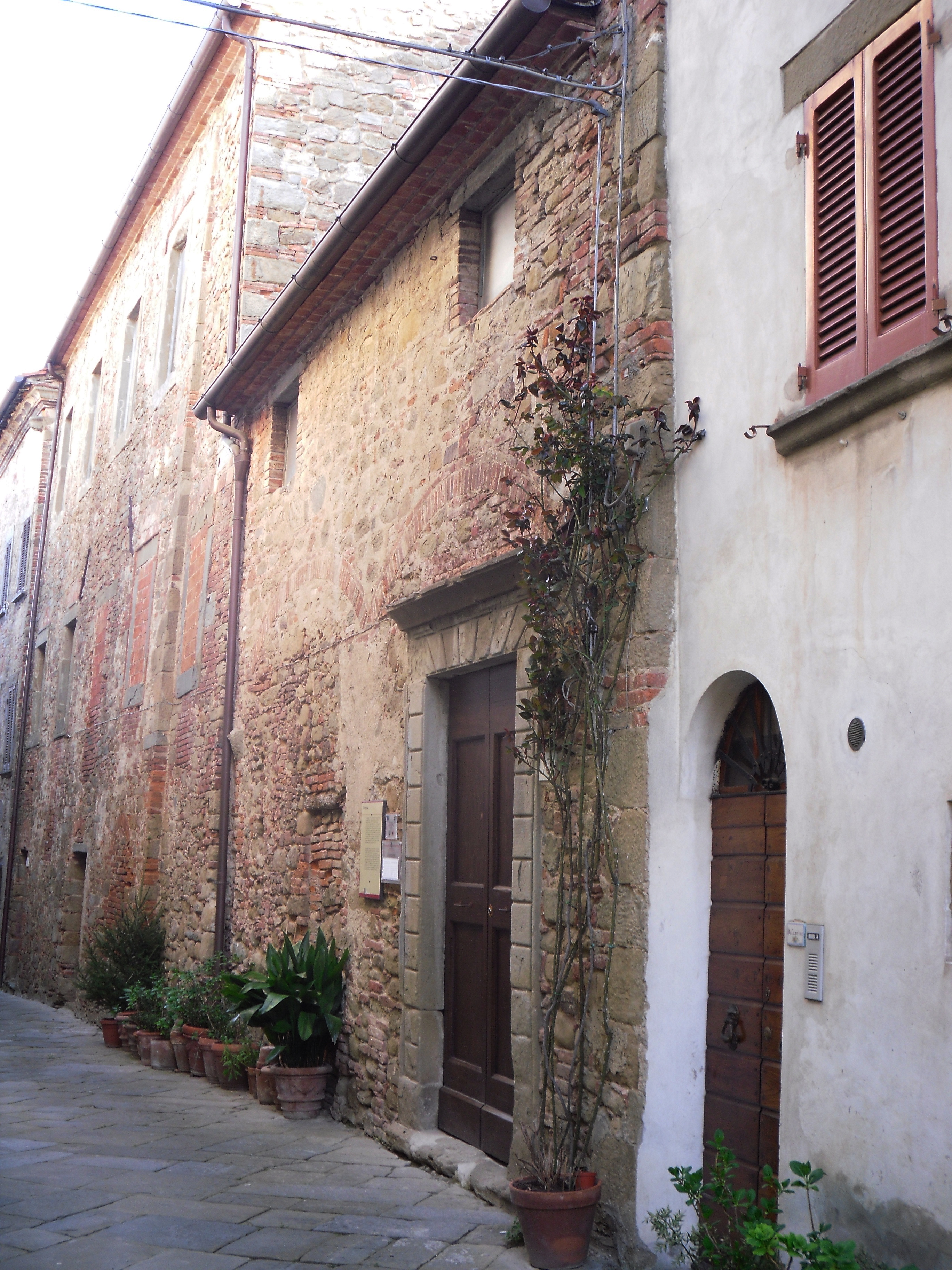
Die ehemalige Synagoge

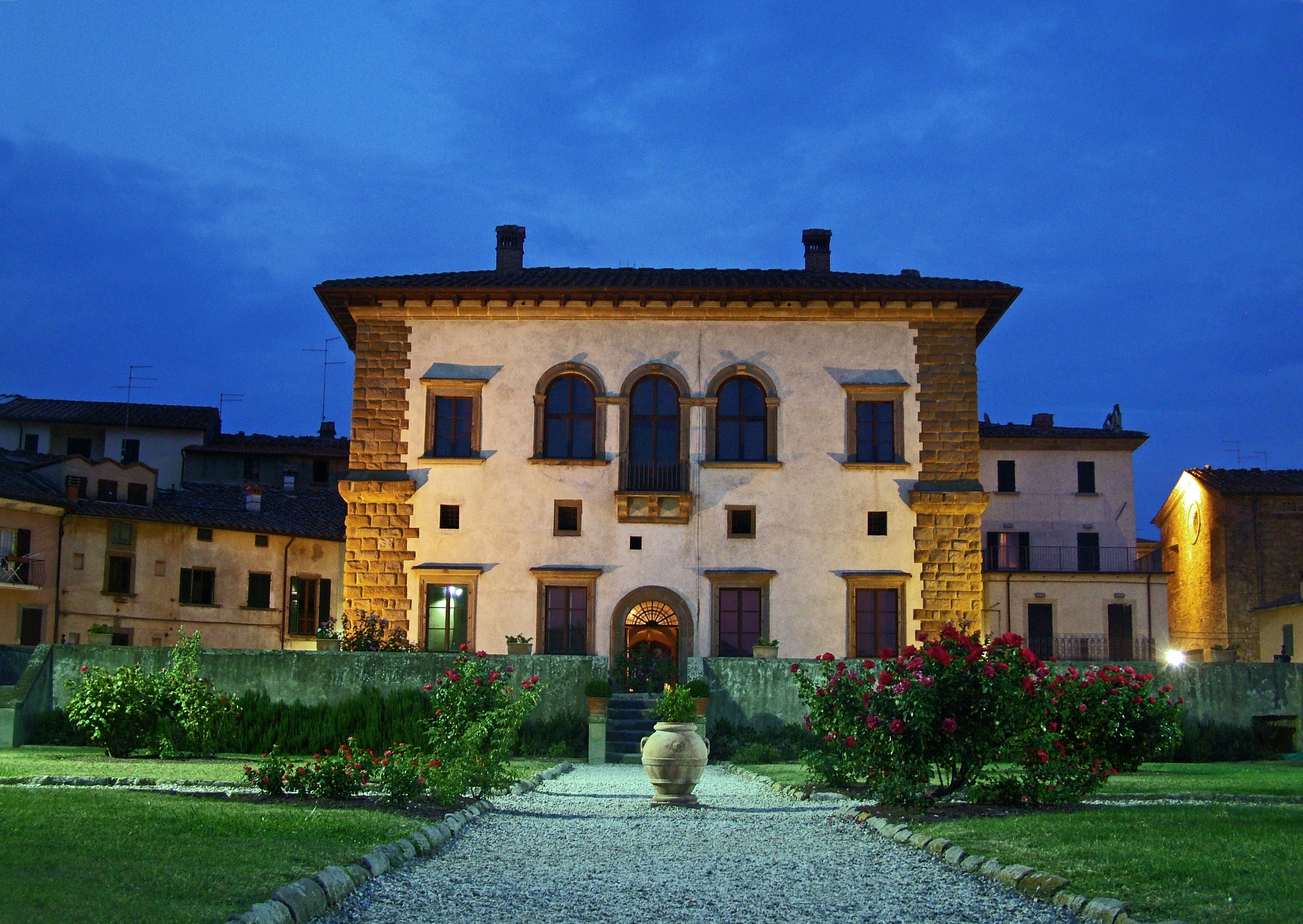
Rückseite des Palazzo Del Monte mit den Giardini pensili

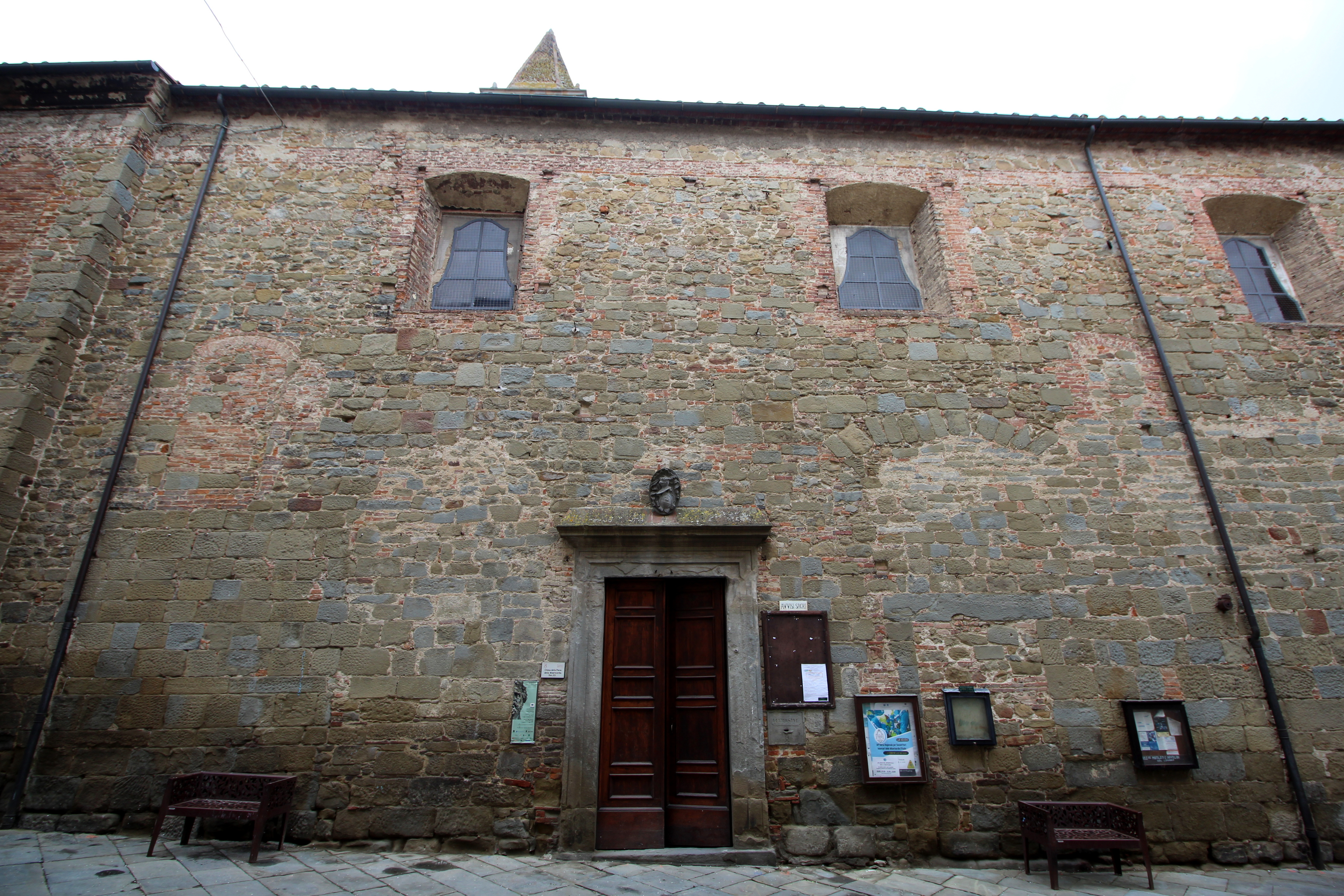
Seitenansicht der Chiesa della Misericordia (auch Pieve vecchia)

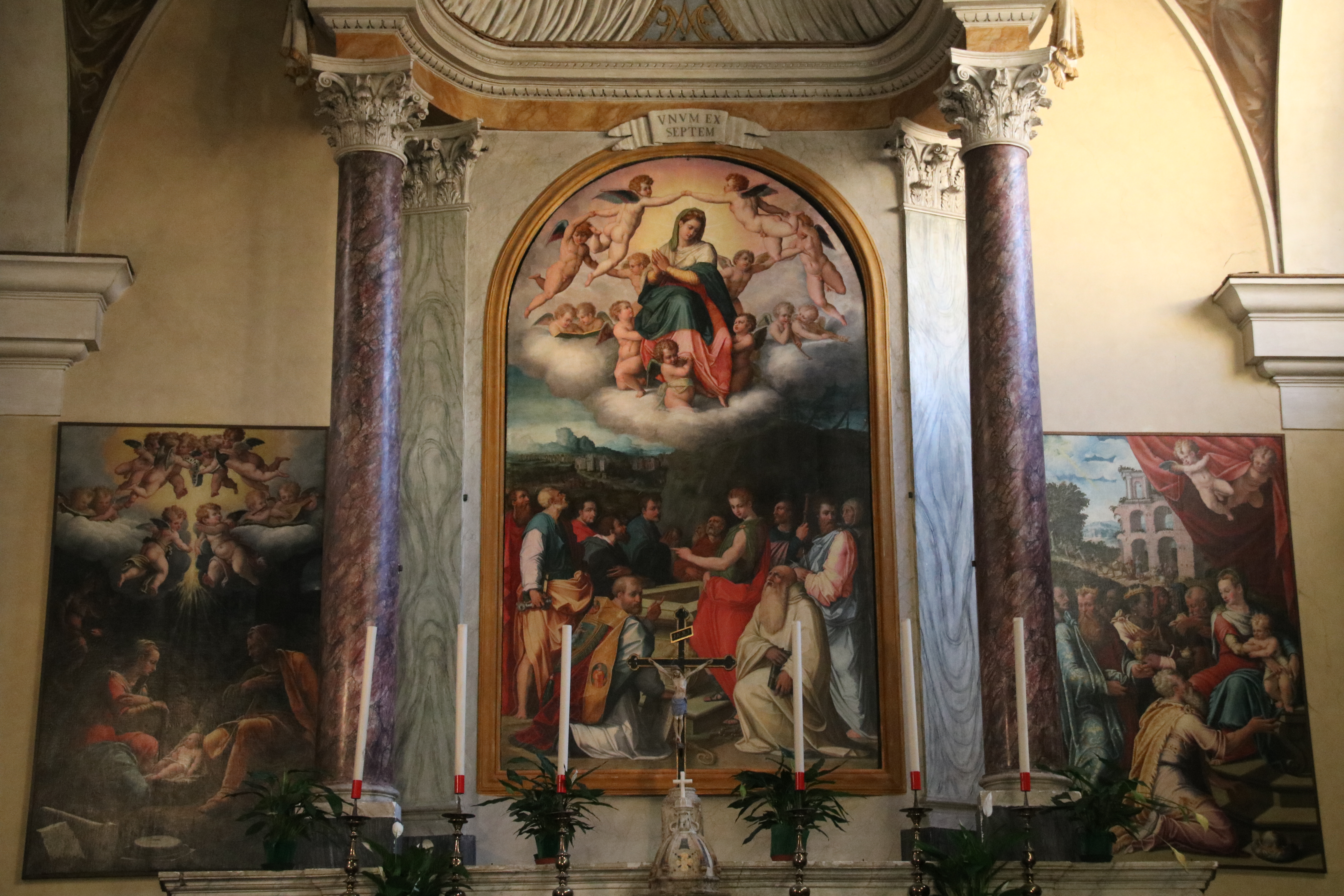
Chiesa di Sant’Agostino: Assunzione von Giorgio Vasari von 1539

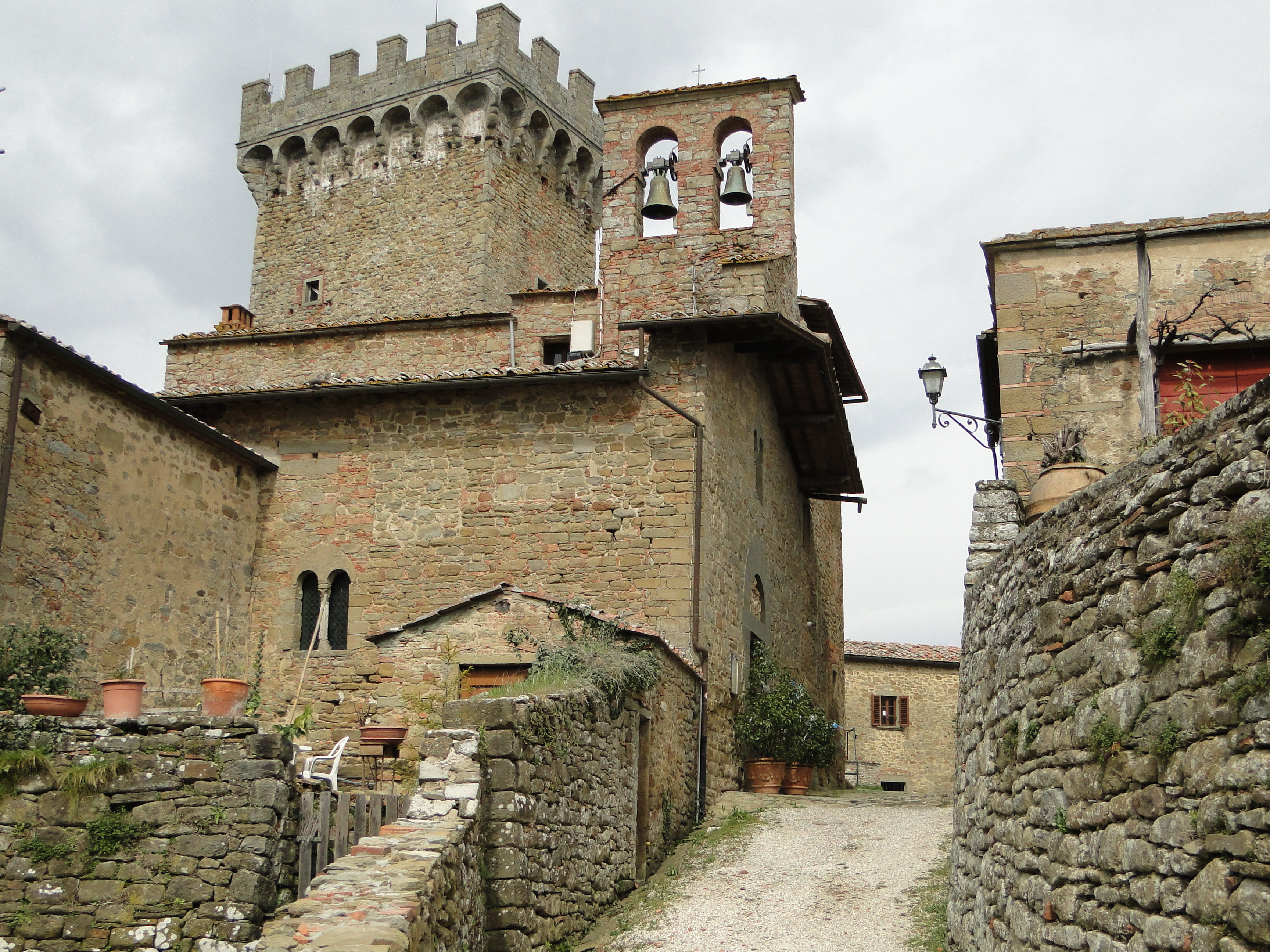
Chiesa dei Santi Tiburzio e Susanna, im Hintergrund der Turm des Castello di Gargonza

- Sinagoga di Monte San Savino, Synagoge im Ortskern aus dem 17. Jahrhundert und zwischen 1729 und 1732 restauriert.
- Rocca del Cassero, 1383 errichtete Befestigungsanlage der Seneser unter Architekt Bartolo di Bartolo; beheimatet heute das Museo comunale della Ceramica popolare (Keramikmuseum), auch als Museo Comunale del Cassero bekannt. Es befindet sich an der Piazza Gamurrini und wurde 1989 restauriert.[5]
- Palazzo Del Monte, Palast im Ortskern, entstanden zwischen 1515 und 1517. Die nach hinten liegenden Gärten Giardini pensili (deutsch: Hängende Gärten) wurden von Nanni di Baccio Bigio realisiert. Heute beherbergt das Gebäude das Rathaus der Gemeinde.
- Loggia dei Mercanti, überdachter Marktort gegenüber dem Palazzo Del Monte.
- Teatro Verdi, erstmals 1681 schriftlich erwähnt, später in Accademia dei Sostenuti e dei Rozzi umbenannt und 1726 und 1860 erweitert und umgebaut. Wurde 1901 nach Giuseppe Verdi benannt.

Kirchen
- Chiesa della Misericordia, um 1175 erbaute Kirche und Pieve im Ortskern, auch Pieve vecchia oder Pieve dei Santi Egidio e Savino genannt. Wurde 1749 grunderneuert. Im Inneren befinden sich Fresken von Niccolò Soggi. Gehört wie alle Kirchen im Gemeindegebiet zum Bistum Arezzo-Cortona-Sansepolcro.
- Chiesa di Santa Chiara, Kirche im Ortskern an der Piazza Gamurrini. Die der Klara von Assisi geweihte Kirche entstand in der Mitte des 17. Jahrhunderts durch die Klarissen.[5]
- Chiesa del Suffragio, Kirche im Ortskern, die 1635 entstand. Enthält von Luigi Ademollo das Werk Deposizione dalla Croce con la Santissima Trinità aus dem Jahr 1821.[5]
- Chiesa di San Giovanni, dem Johannes der Täufer gewidmete Kirche linksseitig von Sant’Agostino.
- Chiesa di San Giuseppe, Kirche im Ortskern aus dem 18. Jahrhundert, enthält Fresken des Giuseppe Righi.[5]
- Convento di Sant’Agostino (auch Chiesa di Sant’Agostino), im 14. Jahrhundert erbaute Kirche im Ortskern an der Piazza Del Monte, wurde im 16. Jhd. ausgebaut. Der Kreuzgang wurde 1532 errichtet. Enthält Fresken von Spinello Aretino und das Gemälde Assunzione von Giorgio Vasari sowie die Grabstätte von Andrea Sansovino. In den Gebäudekomplex integriert ist zudem die Chiesa di San Giovanni (auch Chiesa della Compagnia di Sant’Antonio oder Chiesa dei Neri genannt), die heute als Baptisterium genutzt wird. Die Fassade ist im gotischen Stil gehalten, die Portaltür stammt von Andrea Sansovino. Der Campanile wurde 1830 neu errichtet.[5]
- Sant’Anna, Kirche in der Via Castiglia rechtsseitig von Sant’Agostino.
- Chiesa del Crocifisso, Kirche kurz außerhalb der Stadtmauern nahe der Porta Romana.
- Santuario di Santa Maria delle Vertighe, Sanktuarium ca. 3 km östlich des Ortskerns nahe der Autobahnanschlussstelle. Wurde erstmals 1073 dokumentiert und diente bis zum 14. Jahrhundert auch als Ospedale. Enthält Werke von Ristoro d’Arezzo und Margaritone d’Arezzo (Quattro storie di Maria u. a., spätes 13. Jahrhundert), Lorenzo Monaco (Crocifisso, um 1415/20 entstanden), Bernardino Santini (Natività della Vergine, 1627 entstanden) und Ridolfo Ghirlandaio (Santi Savino e Romualdo, 1520 entstanden).[5]
- Chiesa dei Santi Tiburzio e Susanna, Kirche im Ortsteil Gargonza. Entstand im 12. Jahrhundert und wurde 1928 restauriert. Enthält das Fresko Vergine tra i Santi Antonio abate e Bernardo, 1483 entstanden.[5]
- San Giusto, Kirche im Ortsteil Palazzuolo Alto, die bereits 1275 erwähnt wurde.[8]
- Santi Pietro e Giusto, Kirche im Ortsteil Palazzuolo Basso. Wurde am 1. Juni 1831 durch den Bischof von Arezzo, Sebastiano Maggi, geweiht.[8]

## Veranstaltungen
Der Palio savinese, genannt auch Palio di Santa Maria d’Agosto, wurde das erste Mal 1471 erwähnt, wahrscheinlich ist er aber älter. Er wird am 15. August als Pferde-Palio durchgeführt.

## Kunst
- Gargonza Arts, ist ein Artist-in-Residence-Programm für junge Künstler verschiedener Kunstrichtungen. Das Projekt findet auf dem Castello di Gargonza im Ortsteil Gargonza statt.

## Verkehr
- Die Autobahnanschlussstelle Monte San Savino liegt an der A1 und ist Teil der Autostrada del Sole.
- Eine durch die Trasporto Ferroviario Toscano befahrene Bahnstrecke verbindet Monte San Savino mit Arezzo und Sinalunga. Der Haltepunkt selbst heißt Monte San Savino und liegt ca. 500 m östlich der Innenstadt im Tal Richtung Ponte Esse.

## Söhne und Töchter der Gemeinde
- Andrea Sansovino (um 1460–1529), Bildhauer
- Antonio Maria Ciocchi del Monte (1462–1533), Kardinal
- Salomone Fiorentino (1743–1815), Dichter
- Angelo Scapecchi (1910–1996), Bischof